# کلوشویتس
کلوشویتس (به آلمانی: Kloschwitz) یک منطقهٔ مسکونی در آلمان است که در Salzatal واقع شده‌است. کلوشویتس ۴۷۸ نفر جمعیت دارد.